# 커미트먼트 (1991년 영화)
《커미트먼트》(The Commitments)는 아일랜드에서 제작된 앨런 파커 감독의 1991년 뮤지컬, 코미디, 드라마 영화이다. 로디 도일의 1987년 소설 The Commitments에 기반을 두고 있다. 로버트 아킨스 등이 주연으로 출연하였고 로저 랜들 커틀러 등이 제작에 참여하였다.

## 출연

### 주연
- 로버트 아킨스
- 조니 머피

### 조연
- 앤드류 스트롱
- 안젤린 볼
- 브로나 갈라퍼

## 기타
- 원작자: 로디 도일
- 공동제작: 마크 에이브러햄
- 공동제작: 딕 클레먼트
- 공동제작: 이안 라 프레네스
- 라인프로듀서: 데이비드 윔버리
- 미술: 브라이언 모리스
- 의상: 페니 로즈
- 배역: 존 허바드
- 배역: 로스 허바드